# Antonín Polách
Antonín Polách (* 21. července 1959 v Novém Jičíně) je český lékař a spisovatel historických románů.

## Život
Po maturitě v roce 1978 studoval na lékařské fakultě Univerzity Palackého v Olomouci, kde promoval v roce 1984. Vojenskou službu si odbyl na Slovensku, na Vysoké letecké škole v Košicích, poté pracoval až do roku 1995 na interním oddělení Nemocnice s poliklinikou v Popradě. Odtud odešel do Rakouska, do nemocnice ve štýrském Stolzalpe, kde pracoval do roku 2012 jako zástupce primáře interního oddělení. Poté přešel do nemocnice ve Wagně v Jižním Štýrsku, kde pracuje ve funkci Ausbildungsoberarzta, tedy lékaře zodpovědného za vzdělávání mladých lékařů. Vedle oboru vnitřního lékařství získal i specializace v oborech nefrologie (1992) a gastroenterologie (2018). V době svého popradského působení vstoupil v roce 1989 do komunální politiky a pracoval jako poslanec městského zastupitelství v Popradu a člen městské rady. Po vzniku samostatné Slovenské republiky patřil k zakládajícím členům Českého spolku na Slovensku.
Do literatury vstoupil v roce 1989 rozsáhlým historickým románem Stín Persepole, ve kterém vylíčil vznik perské říše jako tehdejší velmoci za králů Kýra, Kambýse a Dareia v 6. století př. n. l. Mladý autor, ani ne třicetiletý, prokázal nejen hluboké znalosti historie, ale i vypravěčské mistrovství, připomínající slavného Miku Waltariho. Po jeho vzoru nechává celý příběh vyprávět očitého svědka, Dareiova přítele z dětství, který se po Dareiově boku zúčastnil Kambýsovy dobyvačné výpravy do Egypta a po králově nečekané smrti pomohl Dareiovi na trůn a stát se největším ze všech perských panovníků. Významnou postavou románu je i prorok Zarathuštra.
V dalším románu, Bratři ze Soluně, použil kombinovanou metodu. V římském klášteře umírá Konstantin, od mládí zvaný pro své neobyčejné vzdělání a schopnosti Filozof, který nedávno přijal mnišské jméno Cyril. Každý den ho navštěvuje jeho starší bratr Michal, mnišským jménem Metoděj, kterému Konstantin vypráví o svém životě jako svou osobní zpověď. Vyprávění je tedy většinou také v první osobě, i když občas přerušované a doplňované Metodějovými poznámkami.
V dalších románech se Antonín Polách věnoval králům Herodovi (Herodes, židovský král) a Zikmundovi (A stanu se králem) a královně Elišce Rejčce (Richenza). V románu Mezi císařem a papežem, který se odehrává v roce 1415 v Kostnici během Husova procesu. Hlavní hrdinkou je krásná italská kurtizána českého původu Daniela, kterou si zvou na večírky král, papež i kardinálové a zároveň ji používají i jako špeha či doručovatele tajných zpráv. Na rozdíl od tradiční české literatury, kde je Hus líčen jako ušlechtilý hrdina mezi krvežíznivými ničemy, Polách přiznává ušlechtilost i genialitu všem třem stranám (císař, papežský dvůr, Hus) a ukazuje, jak na šachovnici vysoké politiky okamžitá situace nutí jednotlivé hráče reagovat často zcela jinak, než by si přáli v koutku své duše. V knize je také popsán začátek politické kariéry mladých českých šlechticů Kašpara Šlika a Petra z Mladoňovic.
Další kniha Zločiny českých králů - Odvrácená tvář moci je knihou faktů a hypotéz týkající se života a vlády sedmi českých panovníků od Přemysla Otakara I. po Ferdinanda II. Polách v těchto sedmi medailonech analyzuje způsoby, jak se dostali k moci a jak se u moci drželi, přičemž poodhaluje temné stránky ne právě legálních prostředků, které k tomu účelu používali.
V další knize Cti otce svého ale miluj ženu svou se zabýval na pozadí historických událostí v Evropě i Čechách v polovině šestnáctého století vztahem správce českého království Ferdinanda zvaného Tyrolský a Filipíny Welserové, dcery bankéře z města Augsburku. Děj další knihy Ať zemře král se odehrává ve středověké Itálii na dvoře císaře Fridricha II. Osobní strážce Alessandro Bardone se snaží zabránit v atentátu na císaře, jenž je organizován papežem Inocencem IV.
Další kniha (2015) Mefistův rukopis se odehrává v Rudolfínské Praze na začátku sedmnáctého století. V osobách známých alchymistů té doby Edwarda Kellyho, Michala Sendivoje či Oswalda Crolla kulminuje při hledání návodu na dosažení nesmrtelnosti odvěký boj dobra a zla, Boha a ďábla.
Poslední kniha Páté přikázání (2018) je zasazana do doby začátku třicetileté války. S hlavním hrdinou knihy českým bratrem Lukášem Hrachovcem, který se v důsledku své nešťastné lásky stal vojákem Moravského pluku, je možné prožít roky 1618 - 1621 včetně osudové bitvy na Bílé Hoře.

## Díla
- Stín Persepole (1990)
- Bratři ze Soluně (1995, 2013)
- Herodes, židovský král (1998)
- A stanu se králem (2002) – o mladém Zikmundovi Lucemburském a jeho boji o uherský trůn
- Richenza (2004) – o životě královny Elišky Rejčky a jejím boji s Eliškou Přemyslovnou
- Já, Herodes (2005) – druhé vydání románu Herodes, židovský král
- Mezi císařem a papežem (2006) – o kostnickém koncilu roku 1415, mocenských bojích mezi císařem Zikmundem a papežem Janem XXIII a osudech Jana Husa
- Odvrácená tvář moci – Zločiny českých králů (2008) – 7 medailonů českých panovníků (Přemysl Otakar I., Václav II., Karel IV., Václav IV., Zikmund, Jan Pohrobek, Ferdinand II.)
- Cti otce svého ale miluj ženu svou (2010) – Osudy Ferdinanda Tyrolského a jeho manželství s Filipínou Welserovou, první neurozenou ženou v domě Habsburků
- Ať zemře král (2013) – o císaři Fridrichovi II. a jeho boji o světovládu s papežskou mocí
- Mefistův rukopis (2015) – boj známých alchymistů začátku sedmnáctého století o tajemný rukopis v Rudolfínské Praze
- Páté přikázání (2018) – příběh zakázané lásky českého bratra Lukáše Hrachovce ke krásné Anně Wágnerové na pozadí prvních let třicetileté války.